# Rally dos Sertões
O Rally dos Sertões é uma competição brasileira de rali, que acontece anualmente e tem duração de dez dias. Normalmente, as quatro primeiras etapas são válidas para o Campeonato Brasileiro de Rally Cross Country. O nome do rali remete à grande obra literária de Guimarães Rosa, Grande Sertão: Veredas, à Coluna Prestes e à Virgulino Ferreira, o "Lampião".
Além da competição que envolve carros, caminhões, motos, quadriciclos e UTVs, o Sertões também é conhecido por levar Ação Social e Ambiental para os locais por onde a prova passa. O rali leva uma caravana de quase 2 mil pessoas por edição e movimenta todos os setores da economia das cidades por onde passa.

## História
A história do Rally dos Sertões começa com o Rally São Francisco, em 1991, entre Ribeirão Preto, no interior de São Paulo, e Maceió, nas praias do Nordeste brasileiro. O ano de 1993 marcou a primeira edição do Rally dos Sertões, com largada em Campos do Jordão, na região fria e montanhosa do estado de São Paulo, com chegada nas praias do Rio Grande do Norte. A competição reuniu 34 motos (então era a única categoria) e 3,5 mil quilômetros de percurso. Natal foi também o destino final da segunda edição, em 1994, com 4,5 mil quilômetros e 44 pilotos de todo o Brasil e também estrangeiros, iniciando a fase internacional do evento.
Os resultados positivos dos dois primeiros anos selaram à terceira edição do Rally Internacional dos Sertões, em 1995, o status de grande evento, a confirmação vindo pela participação de ícones do motociclismo mundial, como o italiano Edi Orioli, que venceu o Rally Dakar de 1996, e os espanhóis Fernando Gil e Jordi Arcarons. A terceira edição do Sertões marcou também a estreia dos carros com tração 4x4, tornando as possibilidades da prova ainda maiores.
Em 1996, o evento passou às mãos de Marcos Ermírio de Moraes e à Dunas Race, empresa por ele criada, para transformar a competição no maior rali do mundo disputado dentro de um único país.
Em 2008 o Rally dos Sertões passou a contar como uma das etapas do Mundial Cross-Country da Federação Internacional de Automobilismo para carros e caminhões.
O Sertões move uma caravana de 2 mil pessoas durante 15 dias, tendo governos, prefeituras, investidores privados e empresas de comunicação como parceiros para movimentar algo perto de R$ 50 milhões por edição. Por estimular o consumo em cada uma das pequenas cidades pela qual a prova passa, gera um impacto econômico único para aquelas comunidades.

### Ação Ambiental
Desde 2001, a equipe de Ação Ambiental do Rally dos Sertões é responsável pela limpeza de todos os detritos e resíduos deixados pelos competidores ao longo dos mais de 5 mil quilômetros de percurso da competição, bem como o recolhimento de todo o lixo resultante dos acampamentos da prova. O grupo também é incumbido de indenizar – em dinheiro e assim que passa o último concorrente – os proprietários das áreas rurais que tenham sofrido algum tipo de dano, como a quebra de cercas ou de porteiras.
Formada por dez integrantes a cada etapa - quatro permanentes e seis recrutados em cada cidade - a equipe de Ação Ambiental do Rally dos Sertões é dividida em dois grupos. O primeiro cuida diretamente do trabalho nas trilhas. À bordo de uma picape 4x4, equipada com rádio, sistema de rastreamento via satélite e todos os recursos para limpeza – como pás, vassouras e produtos para absorção de resíduos no solo ou na água – o grupo liderado parte para a trilha logo após a largada do último caminhão inscrito na competição. Ao longo do percurso, vão sendo recolhidos pneus, peças (ou fragmentos) de alumínio e de fibra de vidro, papéis e plásticos.
O segundo coordena as tarefas de recolhimento e de coleta seletiva dentro dos acampamentos; por meio de acordos com as prefeituras locais, todo o lixo é encaminhado para programas de reciclagem. O trabalho também inclui a distribuição de cinzeiros ecológicos, sacolinhas plásticas para serem levadas nos veículos de competição e de apoio, e sacos de lixo para acondicionamento dos detritos nos próprios acampamentos.

#### Prêmios
Vencedora do Enviromental Awards 2009, prêmio concedido pela FIM (Federação Internacional de Motociclismo) aos mais destacados programas de conscientização e de preservação do meio ambiente ligados aos esportes a motor em todo o mundo.
Vencedora de Prêmio concedido pela UML (União Latino-Americana de Motociclismo) entidade filiada à FIM, em 2007.

#### Saldo
Ao longo dos dez dias de competição do Rally dos Sertões, a equipe de Ação Ambiental distribui mil cinzeiros ecológicos, 6 mil sacolinhas plásticas, 6 mil sacos de lixo, e utiliza 20 kg de produtos para absorção de resíduos líquidos. Ao todo, são recolhidos ao longo do percurso 750 kg de detritos, 75 litros de óleo e 15 toneladas de lixo - papel, plástico, alumínio e vidro, além de 600 litros de óleos lubrificantes e de cozinha - dos acampamentos. No total, são empregados 100 voluntários e cerca de 10 mil pessoas são impactadas de forma positiva, direta ou indiretamente.

#### Equipe
A Ação Ambiental do Rally dos Sertões é uma atividade desenvolvida pela equipe "Os Canastras", que surgiu como uma agência de turismo voltada aos esportes de aventura dentro da Serra da Canastra, em Minas Gerais. Além de Carlos Andrade, o "Carlão", coordenador geral de Ação Ambiental do Rally dos Sertões, os outros três integrantes da equipe são Orlei de Souza, Marcos Campos e Rômulo Miranda. Eles deixaram de lado as atividades de turismo e são especializados em ações ambientais para eventos fora de estrada.

### Ação Social
A importância do Rally dos Sertões vai muito além do aspecto esportivo. Por onde passa com sua enorme caravana de mais de 2 mil pessoas, o rali é sinônimo de esperança e prosperidade. Além dos benefícios econômicos, é realizado há 12 anos um importante trabalho social que começa antes e não cessa com o fim da competição.
O Programa de Desenvolvimento Sustentável da Escola (PDSE), desenvolvido pelo Instituto Brasil Solidário, leva educação, saúde, esportes, cultura e ensinamentos sobre meio ambiente para cidades que recebem o Rally dos Sertões.
Entre as principais ações executadas estão: montagem de uma biblioteca completa com acervo de 1,2 mil livros e revistas, doação de material esportivo, oficinas de artes, pintura, atividades de lazer voltadas ao público infantil, atendimentos oftalmológicos com doação posterior de óculos, atendimentos médicos e odontológicos – incluindo uma farmácia, que doa medicamentos prescritos por um especialista –, palestras educativas, montagem de horta, viveiro e arborização, sala sustentável, oficina de papel reciclado, apresentações locais, entre outras atividades.
Em 2012, a Ação Social do Rally dos Sertões foi desenvolvida pela Universidade Metodista de São Paulo.
A partir de 2013, a organização social SAS Brasil passou a realizar as ações sociais do Rally dos Sertões, levando atendimento médico especializado às populações das regiões remotas por onde a prova passava. Em 2019, a SAS Brasil tornou-se o braço social oficial do Rally dos Sertões, ampliando a parceria. Dezenas de milhares de pessoas já foram atendidas nos projetos sociais realizados pela organização desde 2013.

## Categorias e Subcategorias

### Motos
Cada piloto pode levar dois motores reserva lacrados, que passam por vistoria dos comissários técnicos e podem ser trocados em qualquer momento do rali.
Super Production 
Com preparação livre, as motos protótipos e originais de fábrica podem ter motorização de 250 a 1300 cm³ de cilindrada. O mesmo chassi deve ser utilizado durante todo o rali, caso seja feita alguma alteração, o piloto é imediatamente desclassificado.
 Production Aberta 
Originais de fábrica com até 700 cm³ de cilindrada, as motos desta categoria podem ter motores de dois ou quatro tempos e devem seguir as normas da Federação Internacional de Motociclismo (FIM). Pneus, rodas, bancos, tanque de combustível, escapamento, suspensões traseira e dianteira, transmissão secundária, guidão, caixa de ar, controle de marchas e freio podem sofrer alterações de modo a aumentar a competitividade, resistência e segurança. Como na Super Production, o chassi deverá ser o mesmo durante todo o rali, mas pode receber reforço e a troca da embreagem precisa ser autorizada pelo comissário técnico do Sertões. Manutenção, só a básica, como a regulagem de mistura de combustível no carburador, troca de pneus, raios, aros, lonas e pastilhas de freio, para-lamas e limpeza de filtros.
 Marathon 
Com as mesmas regras de manutenção da Production Aberta, as motos desta categoria possuem motores de 250 a 450 cm³ de cilindrada de dois e quatro tempos. Entram também motos fabricadas no Brasil com até 700 cm³ de capacidade.
 Over 45 
Com motos nacionais ou importadas, nesta categoria os pilotos precisam ter no mínimo 45 anos de idade. O regulamento é o mesmo da Super Production.
Rally Moto Brasil 
Motocicletas de trail e enduro, de até 300cc de 2 e 4 tempos produzidas no Brasil, com preparação livre.
 230 
Exclusiva para as motos Honda CRF230
 Self 
Destinada à participação de pilotos que disputam a prova sem auxílio mecânico. Foi criada em 2018 com objetivo de resgatar o espírito dos primeiros ralis e fornecer uma opção de menor custo. Permite motos e quadriciclos de qualquer cilindrada.

### Quadriciclos
Com tração 4x2 ou 4x4, os quadris podem ter motorização de até 1.300 cm³ de cilindrada e assim como nas motos, podem levar dois motores-reserva lacrados, que passam por vistoria dos comissários técnicos  da CBM (Confederação Brasileira de Motociclismo) e podem ser trocados em qualquer momento do rali. Este ano, nove pilotos estão inscritos nesta categoria no Rally dos Sertões.

### UTVs
Considerado um meio termo entre um quadriciclo e um carro, o UTV conta 12 duplas na 20ª edição do Rally dos Sertões. Sigla para Utility Task Vehicle (Veículo multi-tarefas), o UTV é um derivado do quadriciclo, mas em vez do guidão, o piloto tem volante, banco com cinco de cinco pontos e pedais, como em um carro. Utiliza-se da mesma motorização e homologação via CBM. Estreando de forma experimental no Sertões, possui uma gaiola com reforço na estrutura tubular para proteger piloto e navegador, portas rígidas, redes protetoras laterais e banco tipo concha. O uso de pneus é livre e o motor tem 89 cavalos de potência, podendo atingir até 130 km/h.

### Carros
A categoria Carros está dividida em T1-FIA, Protótipo-T1, Pró Brasil, Super Production, Production-T2.
 T1-FIA 
Com peso mínimo que varia entre 860 e 2.050 quilos, dependendo da capacidade cúbica dos cilindros e na tração, os carros dessa categoria podem ser equipados com motores turbo, mas com no máximo dois estágios e não são permitidos propulsores com pós-combustão. Carros a gasolina ou diesel com duas válvulas por cilindro devem usar restritores de ar na admissão com no mínimo 34 milímetros e com 32 nos carros com mais de duas válvulas. Os veículos turbo diesel devem usar restritores com 39 milímetros.
Apenas chassis com estruturas tubulares de no mínimo 1,5 milímetro de espessura são liberados e a transmissão deve ser completamente manual, mas o câmbio sequencial é permitido. No caso da suspensão, apenas sistemas que permitem regulagem de flexibilidade e altura dos carros em movimento são proibidos; o restante é livre. Carros com tração 4x4 devem utilizar rodas com no máximo 810 milímetros e nos veículos 4x2 a medida máxima é de 940 milímetros.
 Protótipo-T1 
Nesta categoria os carros podem ser modelos preparados ou protótipos com tração 4x4 ou 4x2, movidos a gasolina, etanol ou diesel. Os restritores de ar na admissão devem ser de 36 milímetros nos carros a gasolina, 38 nos modelos nos modelos a etanol e 40 no caso do diesel ser o combustível.
 Pró-Brasil 
Os motores dos carros desta categoria devem usar aspiração normal, não precisam ser da mesma marca do veículo, o restritor de ar na admissão deve ter 38 milímetros e a taxa de compressão é livre. Os dispositivos de comando variável e os coletores de admissão devem ser originais do motor. Carros com mais de seis cilindros, lubrificação do tipo cárter seco são proibidos e sistemas de injeção de óxido nitroso e alimentação por carburador são proibidos. Câmbio sequencial também não é permitido.
 Super Production 
Para competir nesta categoria os carros precisam ter um mínimo de 100 unidades produzidas e que sejam vendidas no Brasil e podem ser movidos a gasolina, etanol ou diesel. Com peso mínimo que vai de 1.150 quilos para veículos de 1.600 cm³ de cilindrada até 2.050 quilos para modelos com mais de 5.250 cm³ de capacidade, os carros da Super Production também precisam obedecer à regulamentação de segurança da FIA, à exceção dos extintores e tanque de combustível. É permitido trocar o sistema de turbo, desde que a peça seja de fabricação nacional, assim como é permitido também, substituir os sistemas de intercooler e radiador. Instalar ventoinhas elétricas e radiador de óleo também é permitido. Motor e cilindrada devem ser originais do veículo, mas é permitido mexer nos pistões.
No caso dos carros aspirados a gasolina ou etanol, o restritor de ar na admissão deve ter 38 milímetros, no caso do carro ser turbo a gasolina ou etanol o restritor deve ter 36 milímetros e 40 nos motores a diesel. A escolha da embreagem é livre, mas o câmbio deve ser de fabricação nacional, com qualquer relação de marchas, sendo proibido o câmbio sequencial. Diferencial traseiro e caixa de transferência podem ser substituídos, desde que sejam nacionais. A suspensão deve ser de fabricação nacional, mas reforços são permitidos e a escolha dos amortecedores é livre. As rodas devem ser originais ou similares nacionais. No caso de rodas importadas, estas devem estar de acordo com as normas da FIA. O chassi deve ser original do veículo, mas pode receber reforços e a carroceria, que pode ser de fibra de vidro, deve manter a mesma aparência e dimensões do veículo original.
 Production-T2 
Composta por carros de linha com pelo menos 1.000 unidades produzidas, os veículos desta categoria podem ser movidos a gasolina, etanol ou diesel, mas devem utilizar restritor de ar na admissão com 38 milímetros nos carros aspirados a gasolina ou etanol, 36 para turbo a gasolina ou etanol e 40 nos movidos a diesel. Assim como na Super Production, a carroceria, que pode ser de fibra de vidro, deve manter a mesma aparência e dimensões do veículo original. A retirada de acessórios originais é permitida, desde que isso não gere ganho de desempenho e as rodas com 16 polegadas de diâmetro estão liberadas.

### Caminhões
Divididos em leves e pesados, os veículos desta categoria precisam ter tração em ao menos dois eixos e devem utilizar como combustível o diesel vendido regularmente nos postos de combustíveis do Brasil.
 Leves 
Veículos pesando entre 3.500 e 4.800 quilos, com preparação livre.
 Pesados 
Veículos com peso mínimo de 4.800 quilos, com preparação livre.

## Tecnologia e Segurança
Para coordenar uma competição de dez dias e cinco mil quilômetros, passando por estados do Norte, Nordeste e Centro-Oeste, o que exige uma complexa logística, todos os equipamentos de monitoramento são necessários para garantir o bom andamento da prova com o máximo de garantia e tranquilidade.
E para que o Rally dos Sertões transcorra com a maior segurança possível, como tem sido sua marca nos últimos 20 anos, é extensa a lista de equipamentos usados, que vão desde rádios comunicadores a dispositivos de localização via satélite, passando por helicópteros-UTI.
A organização conta com uma extensa rede de comunicação via rádio comandada pelos dois aviões que sobrevoam a prova acompanhando as etapas, e que servem como antena para toda a comunicação necessária durante o evento.
Além dos aviões, mais três helicópteros participam do rali: um para captação de imagens e outros dois para equipe médica, equipados com UTI. Em caso de acidente durante a prova, a primeira comunicação é feita por um dos aviões ou pelo helicóptero de filmagem, que dá suporte e solicita a presença da aeronave equipada com a Unidade de Terapia Intensiva para o resgate de pilotos e navegadores.
Os carros da organização usam três aparelhos de GPS: dos modelos Garmin Montana, Garmin 276 e Garmin 76 CX, um para cada funcionalidade específica, além do próprio aparelho original do carro – uma Mitsubishi L200 Triton.
Além disso e dos rádio comunicadores, as L200 Triton utilizadas por membros da organização e da direção de prova são também equipados com um rastreador Autotrac, que dá toda a localização dos carros via satélite.
Já os veículos de competição contam com odômetro, GPS, rádio comunicador e o Totem Rastro, equipamento que serve como uma espécie de “caixa preta” para os veículos: ele registra todos os dados durante uma etapa da especial; dá a localização por GPS e serve como “dedo-duro” para a direção de prova, pois comprova se o carro, moto, caminhão, quadriciclo ou UTV respeitou ou não as zonas de radar e se andou nas velocidades limites estabelecidas para cada rodovia durante os deslocamentos.
Desde 2019, os veículos L200 Triton Mitsubishi Motors, cedidos pela montadora à organização do Rally, são equipados com a tecnologia da Smart Driving Labs,  responsável pelo monitoramento, em tempo real, de parâmetros vitais como perfil de condução do motorista, velocidade média, freadas bruscas, eventuais problemas mecânicos, entre outros. A tecnologia garante maior segurança para as equipes dos carros da organização, responsáveis pela identificação de possíveis imprevistos, fechamento e monitoramento das trilhas por onde o rali passa, entre outras tarefas, além de reduzir custos por veículo.

### Cronometragem e apuração via satélite
Desde 2001, a organização do Rally dos Sertões utiliza uma das mais avançadas tecnologias disponíveis no mundo para cronometragem de eventos off-road de longa distancia: Coletores de dados projetados especialmente para eventos off-road e transmissão de dados de cronometragem ao vivo via satélite, para uma central de apuração. Como os postos de cronometragem das especiais de velocidade (largada e chegada) geralmente são posicionados em locais remotos e de difícil acesso, se faz necessária a utilização de tecnologia de transmissão de dados independente de redes de internet e telefonia móvel, inexistentes nestes locais.
A cronometragem dos tempos dos competidores é efetuada por uma equipe de quatro integrantes, em dois veículos da organização, que se revezam entre as chegadas e largadas das etapas. São eles:
- Operador do coletor de dados Compass e módulo de comunicação via satélite Autotrac;
- Operador da fotocélula de chegada e/ou painel de largada;
- Uma pessoa para anotar o registro de horário do dia nos cartões de controle dos competidores;
- E outra pessoa para organizar a fila de competidores, espectadores, entre outras tarefas.

Dependendo do percurso e distância, o veículo responsável pela cronometragem da chegada de uma determinada etapa precisa iniciar seu deslocamento no dia anterior pelo mesmo trajeto por onde irão passar os competidores, se orientando também pela mesma planilha utilizada pelos competidores, para que haja tempo suficiente para encontrar o local correto do fim da especial de velocidade, montar todos os equipamentos, efetuar testes e comunicar ao avião que sobrevoa a prova que estão prontos para coletar e transmitir os dados. Os integrantes da equipe também revezam as funções de motorista e navegador durante os deslocamentos nas etapas, que podem alcançar até 5.000 km em 10 dias de prova.
Os equipamentos utilizados são:

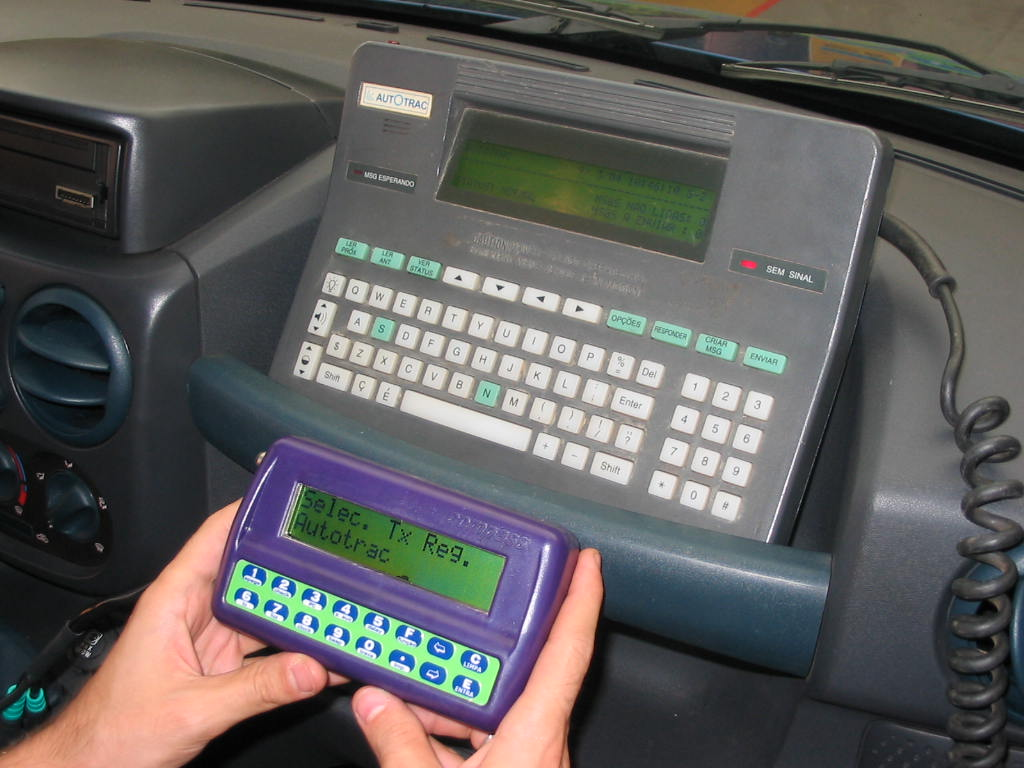
Módulo de comunicação Autotrac e Coletor de dados Compass

- Módulo de comunicação via Satélite Autotrac;
- Coletor de dados modelo Compass modelo 2010 com precisão de centésimos de segundo;
- Conjunto de Tripé e Fotocélulas de passagem Chronosat modelo Pró;
- Painel de largada Chronosat modelo Sertões (utilizado somente na largada);
- Aproximadamente 300 metros de cabos para comunicação entre a fotocélula e o Coletor de dados Compass;
- Baterias de longa duração, carregadores, notebooks, backup manual de dados, etc.

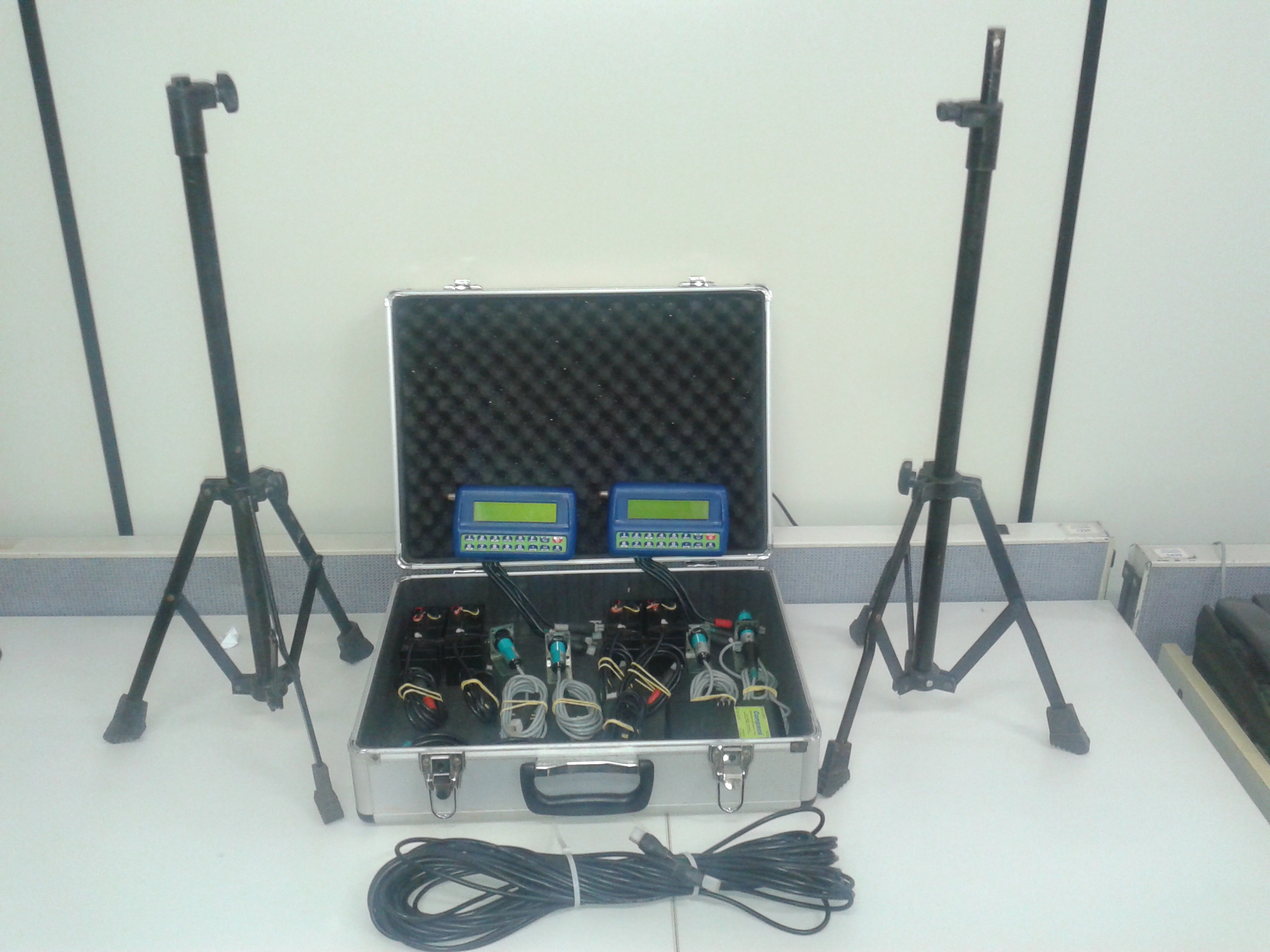
Sistema de Coleta de dados para cronometragem Compass - Coletor de dados, Fotocélulas, Tripés, Baterias e cabos.

O longo comprimento do cabo de comunicação entre a fotocélula na linha de chegada e o Coletor de dados Compass justifica-se pela alta velocidade que os competidores cruzam a linha de chegada: é preciso deixar uma grande margem de segurança para que o competidor tenha espaço suficiente para desacelerar e parar no posto de controle da equipe de cronometragem, onde terá registrado no seu cartão de controle o horário de chegada.
Um fato curioso e inédito envolvendo a cronometragem ocorreu durante a sexta etapa da 19ª edição do Rally dos Sertões, realizada em 2011: o piloto francês Cyril Despres venceu a etapa com apenas quatro centésimos de segundo de vantagem para o brasileiro Felipe Zanol, em um trecho com percurso de 428 km.

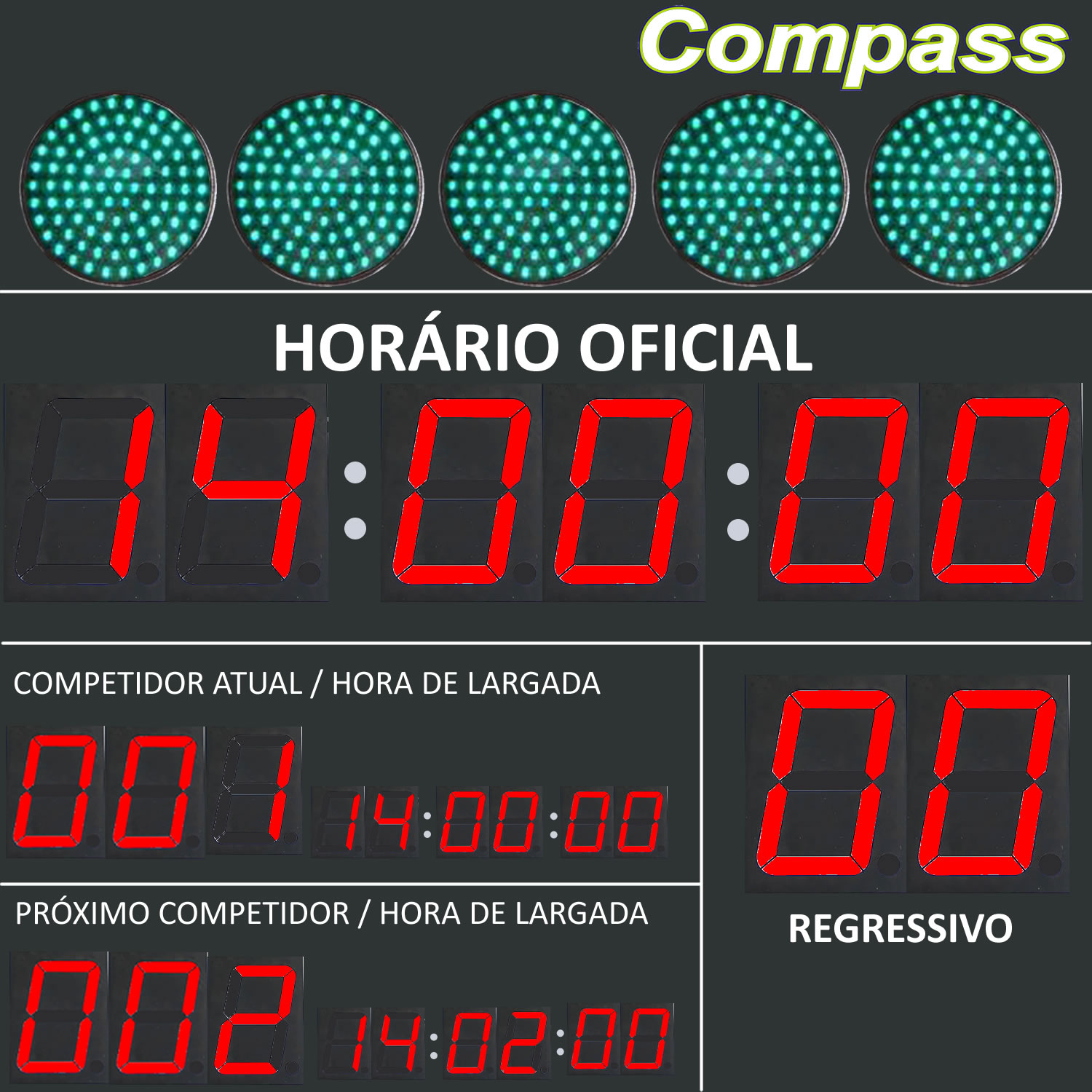
Painel de largada experimental Compass modelo P15X

Dinâmica de operação do posto de cronometragem:
- Duas fotocélulas (emissor e receptor) são posicionadas no ponto exato de chegada, uma de cada lado da estrada. Um feixe de raios infravermelhos é emitido da fotocélula emissora, para a receptora;
- Quando o competidor cruza este feixe infravermelho, um pulso elétrico é enviado ao coletor de dados Compass;
- Ao identificar o pulso elétrico, o coletor de dados Compass "congela" o horário do dia com precisão de centésimos de segundo, registrando também o número do competidor, e transfere este registro automaticamente para o módulo de comunicação Autotrac. O coletor de dados (tanto o de largada como o de chegada) tem seu relógio interno sincronizado via GPS;
- Este registro é enviado pelo módulo de comunicação Autotrac instantaneamente via satélite para o servidor web da central de apuração, onde um software conectado à internet recebe automaticamente os dados;[10]

Basicamente, o software de apuração subtrai o horário de chegada do horário de largada registrado pelos Coletores de dados Compass, classifica os pilotos de acordo com suas categorias, antes mesmo de os veículos chegarem ao parque fechado da cidade de destino. Após análise dos dados de auditoria na secretaria de prova, eventuais punições, recursos por parte de equipes ou competidores pelos comissários da CBA (Confederação Brasileira de Automobilismo) e da CBM (Confederação Brasileira de Motociclismo), é emitido então o resultado oficial da etapa.

### Sentinel
Entre os competidores, o Sentinel, um dispositivo de ultrapassagem que facilita o pedido de passagem entre os veículos de competição quando a manobra se torna difícil em virtude da largura da pista. Ele serve para que um competidor que está mais rápido avise ao piloto à frente que está se aproximando e quer passagem. Este aviso é feito por meio de um sinal sonoro. O piloto que recebe o “apito” já sabe que está mais lento do que o veículo de trás, e geralmente abre caminho.

### Rallyonline: Aplicativos
Na edição comemorativa de 20 anos, os amantes do Rally dos Sertões e do off road em geral pouderam acompanhar todas as informações da prova online e de qualquer lugar do mundo. Isso porque o site Webventure, parceiro da Dunas Race, lançou um aplicativo de celular para quem quisesse saber todos os detalhes da maior prova off-road do Brasil por meio de um mobile.
O aplicativo Sertões tem um resumo de toda a cobertura feita pelo site. Usuários das plataforma iOS (iPhone, iPad e iPod Touch) e Android terão o aplicativo – que estão disponíveis na Apple Store e na Play Store.

## Vocabulário do Sertões
Como em qualquer atividade, o rali tem seus próprios termos técnicos. São tantos que chegam praticamente a formar um outro idioma
Um leigo que tiver em mãos uma planilha de navegação muito provavelmente não conseguirá decifrá-la. São tantos termos, símbolos e sinais que fica difícil de traduzir tudo – só quem é do mundo off road possui habilidade (adquirida ao longo dos anos) para tal. O rali tem seus termos técnicos e que praticamente formam um dialeto à parte no mundo das competições.
“Tem que evitar o Deps para não forfetar”, por exemplo, quer dizer “evitar as depressões do piso para não danificar o veículo, fazendo o competidor perder tempo e ter de ‘pular’ a etapa sob pena de acréscimo de tempo”. Por isso, preparamos um dicionário de “raliguês”.

### Gírias
- Coelho - designa o membro da equipe da organização que sai com três dias de antecedência (no Sertões) para checar possíveis imprevistos e mudanças no roteiro, como uma ponte caída, uma nova cerca ou buraco de grandes dimensões
- Concentração - Local nas cidades onde o rali "estaciona", depois da especial daquele dia
- Costela - pequenas irregularidades no piso ou mini lombadas que, quando o carro passa em alta velocidade, dão a sensação de se estar trafegando por "costelas" gigantes
- Cureca - É a palavra para perigo. Possui graduação, indicada nos livros de bordo, que vai de 1 a 3 curecas. Antes, a graduação era indicada por caveiras (de 1 a 3), mas atualmente usam-se pontos de exclamação
- Deslocamento - trechos do rali entre uma especial e outra
- DEPS - Indica "depressão de poças secas", resultado da ação da água da chuva em piso de terra que, quando seca, deixa deformidades no piso
- Especial - Trecho de alta velocidade, cronometrado, ou partes do roteiro onde a corrida é realmente disputada
- E3 - Simbologia usada internacionalmente nos rallies para indicar estreitamento de pista
- Facão – Trechos em que a seção central é bem mais elevada do que as bordas da pista
- Forfetar - Após o prazo máximo de chegada para dado veículo em determinado dia, há um período no qual o competidor deve entregar seu cartão de controle de horário. Universalmente, este prazo é de 30 minutos. Se perder o prazo, o veículo "forfetou", ou seja, será penalizado com a perda do resultado conquistado naquele dia e cairá muitas colocações; a palavra “forfete” é originária do francês forfait, que significa retirar um cavalo do páreo antes da corrida (ou faltar a um compromisso)
- Levantamento - Determinação do roteiro do rali, realizado ao longo de meses de trabalho por uma equipe especializada da organização
- Lombas - Lombadas grandes que podem causar saltos violentos e quebra de elementos da suspensão
- Quebradeira - Trecho formado por piso com muitas pedras e buracos, geralmente em descida
- Piçarra - tipo de solo formado pela mistura de fragmentos de rocha, areia e outros, mas que conserva, ainda vestígios da textura original da rocha. Também chamado de tapururuca
- Prime - Disputa tipo ponto a ponto (sem formação de circuito) em alta velocidade. Muitas vezes é apenas uma exibição promocional
- Sentinel - Sistema que sinaliza eletronicamente ao carro da frente que há um bólido mais rápido solicitando ultrapassagem. O dispositivo aciona uma luz no painel e um alarme sonoro. É usado geralmente em trechos poeirentos e de pouca visibilidade
- Spy - Equipamento que indica infrações, como excesso de velocidade em zonas de radar. Fornece dados sobre o percurso e indicações do comportamento do veículo naquele dia
- Super prime - Disputa em alta velocidade em circuito fechado (tipo um autódromo de terra), no qual os obstáculos são produzidos artificialmente (por trator, como morretes, depressões, curvas de raios variados)
- Zona de radar - Área de velocidade controlada através do Spy, geralmente em vilarejos e trechos perigosos
- Way point - coordenada geográfica para utilização no GPS. Indica pontos da rota a ser empregada pelo competidor
- Facão - Sulcos no solo formados pela passagem de diversos veículos, que acabam influenciando o rendimento dos competidores que vierem depois naquele trecho. São chamados facões tanto os sulcos quando a porção de terra, saliente, que se acumula entre eles.

### Termos de planilha
! - Cureca (perigo)
!! - Dupla cureca
!!! - Tripla cureca (risco elevado, baixar a velocidade ao mínimo)
D - Indica trecho de deslocamento, ou trechos do rali entre uma especial e outra
DEPS - Depressões na estrada de poça seca
EROS - Erosão na estrada
FZR - Fim de zona de radar
ITE - Início do trecho especial (cronometrado)
IZR - Início de zona de radar (velocidade controlada)
LAPE - Laje de pedra (piso de pedra onde o veículo irá trafegar)
LBD - Lombada dupla
MB - Mata burro
MBVCL - Mata burro com vão central longitudinal
PTVCL - Ponte de toras com vão central longitudinal
R-30 - Radar 30 km/h
V – Vila

## Por onde o rali passou
Quatro estados se destacam como os que mais receberam competidores do rali: Minas Gerais, Bahia, Tocantins e Goiás. O último sediou a largada da prova mais de 15 vezes.

### Cidades que já receberam o rali
1. Alfenas (MG)
2. Alto Paraíso de Goiás (GO)
3. Alto Parnaíba (MA)
4. Aracaju (SE)
5. Araguaína (TO)
6. Arapiraca (AL)
7. Araripina (PE)
8. Aruanã (GO)
9. Bacabal (MA)
10. Balsas (MA)
11. Barra (BA)
12. Barra do Corda (MA)
13. Barra do Garças (MT)
14. Barreirinhas (MA)
15. Belo Horizonte (MG)
16. Bom Jesus (PI)
17. Bom Jesus da Lapa (BA)
18. Bonito (MS)
19. Brasília (DF)
20. Brumado (BA)
21. Caicó (RN)
22. Caldas Novas (GO)
23. Campo Grande (MS)
24. Campos Belos (GO)
25. Campos do Jordão (SP)
26. Cândido Sales (BA)
27. Carolina (MA)
28. Cássia (MG)
29. Caucaia (CE)
30. Cavalcante (GO)
31. Cidade de Goiás (GO)
32. Colinas do Tocantins (TO)
33. Corrente (BA)
34. Costa Rica (MS)
35. Coxim (MS)
36. Crateús (CE)
37. Crato (CE)
38. Cruz (CE)
39. Delmiro Gouveia (AL)
40. Diamantina (MG)
41. Dianópolis (TO)
42. Floriano (PI)
43. Formosa (GO)
44. Fortaleza (CE)
45. Foz do Iguaçu (PR)
46. Franca (SP)
47. Garanhuns (PE)
48. Goiânia (GO)
49. Goianésia (GO)
50. Gurupi (TO)
51. Iguatú (CE)
52. Imperatriz (MA)
53. Itajubá (MG)
54. Janaúba (MG)
55. Januária (MG)
56. João Pessoa (PB)
57. Juazeiro do Norte (CE)
58. Juiz de Fora (MG)
59. Lençóis (BA)
60. Lizarda (TO)
61. Luis Eduardo Magalhães (BA)
62. Minaçu (GO)
63. Montes Claros (MG)
64. Mossoró (RN)
65. Natal (RN)
66. Natividade (TO)
67. Niquelândia (GO)
68. Ouro Preto (MG)
69. Padre Bernardo (GO)
70. Palmas (TO)
71. Paragominas (PA)
72. Paranã (TO)
73. Parnaíba (PI)
74. Patos (PB)
75. Patos de Minas (MG)
76. Petrolina (PE)
77. Petrópolis (RJ)
78. Pirapora (MG)
79. Pirenópolis (GO)
80. Ponte Alta do Tocantins (TO)
81. Porangatu (GO)
82. Porto de Galinhas (PE)
83. Porto Nacional (TO)
84. Porto Seguro (BA)
85. Posse (GO)
86. Presidente Prudente (SP)
87. Quixadá (CE)
88. Rio Verde (GO)
89. Salinópolis (PA)
90. Salvador (BA)
91. Santa Helena (GO)
92. Santa Terezinha de Goiás (GO)
93. Santana do Araguaia (PA)
94. São Félix do Araguaia (MT)
95. São Félix do Jalapão (TO)
96. São José dos Campos (SP)
97. São Luis (MA)
98. São Paulo (SP)
99. São Raimundo Nonato (PI)
100. Seabra (BA)
101. Senhor do Bonfim (BA)
102. Serra Talhada (PE)
103. Sobral (CE)
104. Taiobeiras (MG)
105. Tamandaré (PE)
106. Teresina (PI)
107. Tibau do Sul (RN)
108. Ubajara (CE)
109. Uberlândia (MG)
110. Umuarama (PR)
111. Unaí (MG)
112. Varginha (MG)
113. Wenceslau Braz (MG)
114. Xique-Xique (BA)

### Largadas e Chegadas
- 1993 Campos do Jordão (SP) - Natal (RN)
- 1994 Campos do Jordão (SP) - Natal (RN)
- 1995 Campos do Jordão (SP) - Natal (RN)
- 1996 São Paulo (SP) - Fortaleza (CE)
- 1997 São Paulo (SP) - Natal (RN)
- 1998 São Paulo (SP) - Natal (RN)
- 1999 São Paulo (SP) - Fortaleza (CE)
- 2000 São Paulo (SP) - Fortaleza (CE)
- 2001 São Paulo (SP) - Fortaleza (CE)
- 2002 Goiânia (GO) - Fortaleza (CE)
- 2003 Goiânia (GO) - São Luís (MA)
- 2004 Goiânia (GO) - Fortaleza (CE)
- 2005 Goiânia (GO) - Goiânia (GO)
- 2006 Goiânia (GO) - Porto Seguro (BA)
- 2007 Goiânia (GO) - Salvador (BA)
- 2008 Goiânia (GO) - Natal (RN)
- 2009 Goiânia (GO) - Natal (RN)
- 2010 Goiânia (GO) - Fortaleza (CE)
- 2011 Goiânia (GO) - Fortaleza (CE)
- 2012 São Luis (MA) - Fortaleza (CE)
- 2013 Goiânia (GO) - Goiânia (GO)
- 2014 Goiânia (GO) - Belo Horizonte (MG)
- 2015 Goiânia (GO) - Foz do Iguaçu (PR)
- 2016 Goiânia (GO) - Palmas (TO)
- 2017 Goiânia (GO) - Bonito (MS)
- 2018 Goiânia (GO) - Fortaleza (CE)
- 2019 Campo Grande (MS) - Aquiraz (CE)
- 2020 Mogi Guaçu (SP) - Barreirinhas (MA)
- 2021 Tibau do Sul (RN) - Tamandaré (RN)
- 2022 Foz do Iguaçu (PR) - Salinópolis (PA)
- 2023 Petrolina (PE) - Cruz (CE)

## Lista de Campeões
Lista dos campeões por categoria.
| Ano  | Motos                         | Carros                                                         | Caminhões | Quadriciclos               | UTVs                             |
| ---- | ----------------------------- | -------------------------------------------------------------- | --- | -------------------------- | -------------------------------- |
| 1993 | Gilmar dos Anjos              |                                                                | |                            |                                  |
| 1994 | Joaquim Rodrigues ‘Juca Bala’ |                                                                | |                            |                                  |
| 1995 | Jean Azevedo                  | Wedigo Von Borries/Suen Von Borries                            | |                            |                                  |
| 1996 | Joaquim Rodrigues ‘Juca Bala’ | Carlos Clouset/Norton Lopes                                    | |                            |                                  |
| 1997 | Juliano Saciotto              | Klever Kolberg/André Azevedo                                   | |                            |                                  |
| 1998 | Heinz Kinigadner (Áustria)    | Klever Kolberg/André Azevedo                                   | |                            |                                  |
| 1999 | José Hélio                    | Riamburgo Ximenes/Paulo Salles                                 | Hélio Cangueiro/João Amaral                                                                                    |                            |                                  |
| 2000 | Jean Azevedo                  | Reinaldo Varela/Alberto Fadigatti                              | André Azevedo/Hélio Cangueiro                                                                                  |                            |                                  |
| 2001 | Tiago Fantozzi                | Édio Füchter/Milton Pereira                                    | Alfredo Yahn/João Guilherme                                                                                    |                            |                                  |
| 2002 | Jean Azevedo                  | Édio Füchter/Milton Pereira                                    | André Azevedo/Robson Pereira                                                                                   |                            |                                  |
| 2003 | José Hélio                    | Guilherme Spinelli/Marcelo Vivolo                              | Carlos Salvini/Guido Salvini/Fernando Chwaigert                                                                |                            |                                  |
| 2004 | Jean Azevedo                  | Guilherme Spinelli/Marcelo Vivolo                              | André Azevedo/Robson Pereira                                                                                   |                            |                                  |
| 2005 | Jean Azevedo                  | Edu Piano/Rogério Almeida                                      | Amable Barrasa/José Papacena/Domenico Montalbano                                                               | Robert Naji Nahas          |                                  |
| 2006 | Cyril Despres (França)        | João Franciosi/Rafael Capoani                                  | Amable Barrasa/José Papacena/Domenico Montalbano                                                               | Carlo Collet Jr.           |                                  |
| 2007 | José Hélio                    | Maurício Neves/Clécio Maestrelli                               | Edu Piano/Sólon Mendes/Davi Fonseca                                                                            | Maurício Costa ‘Índio’     |                                  |
| 2008 | José Hélio                    | Giniel de Villiers/Dirk Von Zitzewitz (África do Sul/Alemanha) | Edu Piano/Sólon Mendes/Davi Fonseca                                                                            | Robert Naji Nahas          |                                  |
| 2009 | José Hélio                    | Carlos Sainz/Lucas Cruz (Espanha)                              | Edu Piano/Sólon Mendes/Davi Fonseca                                                                            | Cristiano Sousa            |                                  |
| 2010 | Marc Coma (Espanha)           | Guilherme Spinelli/Youssef Haddad                              | Marcos Cassol/Rodrigo Mello/Davi Fonseca                                                                       | Rafal Sonik (Polônia)      |                                  |
| 2011 | Cyril Despres (França)        | Guilherme Spinelli/Youssef Haddad                              | Edu Piano/Sólon Mendes/Davi Fonseca (leves) Guido Salvini/Flávio Bisi/Ventania (pesados)                       | Tom Rosa                   |                                  |
| 2012 | Felipe Zanol                  | Stéphane Peterhansel/Jean-Paul Cottret (França)                | Carlos Policarpo/Römulo Seccomandi/Davi Fonseca (leves) Guido Salvini/Flávio Bisi/Fernando Chwaigert (pesados) | Marcelo Medeiros           | Bruno Sperancini/Thiago Vargas   |
| 2013 | Paulo Gonçalves (Portugal)    | Stéphane Peterhansel/Jean-Paul Cottret (França)                | Edu Piano/Sólon Mendes/Antônio Sales                                                                           | Robert Naji Nahas          | Carlo Collet/Marcos Gouvea       |
| 2014 | Marc Coma (Espanha)           | Guilherme Spinelli/Youssef Haddad                              | Edu Piano/Sólon Mendes/Antônio Sales                                                                           | Robert Naji Nahas          | Vinícius Mota/Rafael Shimuk      |
| 2015 | Jean Azevedo                  | Reinaldo Varela/Gustavo Gugelmin                               | | Marcelo Medeiros           | Bruno Sperancini/Lourival Roldan |
| 2016 | Gregório Caselani             | Cristian Baumgart/Beco Andreotti                               | | Edgley Sobrinho            | Bruno Sperancini/Breno Rezende   |
| 2017 | Jean Azevedo                  | Cristian Baumgart/Beco Andreotti                               | | Diogo Zonato               | Bruno Varela/João Arena          |
| 2018 | Tunico Maciel                 | Cristian Baumgart/Beco Andreotti                               | | Wescley Dutra              | Enrico Amarante/Breno Rezende    |
| 2019 | Tunico Maciel                 | Lucas Moraes/Kaique Bentivoglio                                | | Marcelo Medeiros           | Denisio Nascimento/Idali Bosse   |
| 2020 | Ricardo Martins               | Marcos Baumgart/Kleber Cincea                                  | |                            | Denisio Nascimento/Idali Bosse   |
| 2021 | Adrien Metge (França)         | Cristian Baumgart/Beco Andreotti                               | | Manuel Andújar (Argentina) | Denísio Casarini/Ivo Meyer       |
| 2022 | Bissinho Zavatti              | Lucas Moraes/Kaíque Bentivoglio                                | |                            | Rodrigo Varela/Matheus Mazzei    |
| 2023 | Mason Klein (EUA)             | Marcelo Gastaldi/Cadu Sachs                                    | | Wescley Dutra              | Deni do Nascimento / Gunnar Dums |

## Rally dos Sertões 2009

### Resultados da Ação Ambiental 2009
Material distribuído:
- 1.000 cinzeiros ecológicos.
- 6.000 sacos plásticos de 100 litros.
- 6.000 sacolas de pano para carros.
- 20 kg de Oil Sorb (absorvente de óleo).

Material Recolhido:
- 750 kg de resíduos em geral (pneus, fibra, ferro e alumínio dos veículos, além de papel e plástico).
- 75 litros de óleo retirados das trilhas.
- 1.000 litros de óleo coletados nos acampamentos.
- 11 toneladas de lixo.

Outros:
- 100 pessoas locais cedidas pelas prefeituras e/ou contratadas para o trabalho nos acampamentos.

## Rally dos Sertões 2010

### Resultados Ação Ambiental 2010
Material distribuído:
- 1.000 cinzeiros ecológicos.
- 2.500 sacos de lixo
- 2.000 sacolinhas para carros
- 5 kg de produtos para absorção de resíduos líquidos, como o óleo de motor

Material recolhido:
- 15 toneladas de materiais descartáveis (papel, plástico, alumínio e vidro).
- 600 litros de óleos lubrificante e de cozinha.
- 65 kg de fibra de vidro (nas trilhas).
- 514 kg de plástico (nas trilhas).
- 72 kg de metal (nas trilhas).
- 26 kg de vidro (nas trilhas).
- 104 kg de papel (nas trilhas).
- 204 kg de borracha (incluindo pneus).
- 5 litros de óleo (nas trilhas).

Outros:
- 45 pessoas locais recrutadas nas cidades por onde a competição passou para o trabalho nos acampamentos.

## Rally dos Sertões 2012
Na edição de 2012, o Rally dos Sertões completou 20 anos e fez uma de suas edições mais duras até então. Passando por paisagens fantásticas, o Sertões 2012 fez todos os participantes ficarem boquiabertos com o roteiro traçado para a edição. Foram 4.840 km percorridos em dez dias, com 11 cidades que serviram de acampamento para quem resolveu desafiar o sertão.

### Resultados da Ação Ambiental 2012
Edição de 20 anos do maior rali sem fronteiras do mundo foi a que menos lixo gerou nas trilhas e acampamentos. Nos acampamentos quantidade total não chegou a 500 kg e nas trilhas foram coletadas pouco mais do que isso entre partes de fibra, metal, plásticos e vidro.

### Ação Social em 2012
Com apoio da CEMAR - Companhia Energética do Maranhão - e participação da Universidade Metodista de São Paulo, programa passou por diversas cidades nos estados do Maranhão e Ceará durante o curso do rali e proporcionou atendimento em comunidades carentes.
O projeto foi conduzido com o apoio da Companhia Energética do Maranhão (CEMAR) e na parte operacional, a Metodista contou com alunos dos cursos de Odontologia, Nutrição, Biomedicina e Jornalismo, e também com médicas da Faculdade de Medicina do ABC, que fizeram atendimentos às comunidades localizadas no trajeto da competição, sob a coordenação do professor da Faculdade de Saúde, Victor Bigoli.
A soma de todos os dias e regiões totalizou 2.587 atendimentos, divididos em 605 pacientes na área de medicina, 468 em odontologia, 189 na fisioterapia, 696 por exames de triagem, 324 com profissionais de nutrição e 305 crianças e adolescentes tendo participado de atividades de educação física.
Duas cidades acumularam o maior número de atendimentos. Em Barra do Corda (MA), 150 membros de uma comunidade foram atendidos nos exames de triagem, número superior ao atendimento registrado somente em Caucaia (CE), quando 135 pessoas passaram pela verificação inicial.

### Roteiro 2012
O Rally dos Sertões completa em 2012 seus 20 anos de existência e mostra que ser conhecido como o maior rali sem fronteiras não é por acaso. Junto com a data comemorativa, a competição chega próximo de alcançar uma marca expressiva em sua história. Os veículos e pilotos do rali já levantaram poeira por quase 100 cidades brasileiras.
Neste ano, o Rally dos Sertões terá seu início em São Luís, capital do Maranhão, que comemora seus 400 anos de história. Em outras temporadas, o rali já passou por sete cidades maranhenses, incluindo São Luís.
O trajeto de 2012 contará 11 cidades do nordeste e norte brasileiro. Entre elas, a cidade de Bom Jesus, no Piauí, que fará sua estreia na competição. Outra cidade inédita é a de Iguatu, no Ceará, que vai ser a largada da última etapa – rumo a Fortaleza, totalizando 89 cidades que já receberam o Rally dos Sertões. Nos últimos 20 anos, o rali só não percorreu as estradas da região Sul. Norte, Nordeste, Sudeste e Centro-Oeste do Brasil já tiveram suas cidades tomadas por esse grande evento de off road.

### Vencedores 2012
(Geral):
| Categoria         | Posição | Pilotos                                         | Tempo       |
| ----------------- | ------- | ----------------------------------------------- | ----------- |
| Motos             | 1º      | Felipe Zanol                                    | 32h12min33s |
| Motos             | 2º      | Dário Júlio                                     | 32h38min02s |
| Motos             | 3º      | Nielsen Bueno                                   | 33h32min40s |
|                   |         |                                                 |             |
| Quadriciclos      | 1º      | Marcelo Medeiros                                | 40h52min36s |
| Quadriciclos      | 2º      | Paulo Roberto Kitagawa                          | 51h43min36s |
| Quadriciclos      | 3º      | Ernesto Jun Watashi                             | 56h18min18s |
|                   |         |                                                 |             |
| UTVs              | 1 º     | Bruno Sperancini/Thiago Vargas                  | 40h51min21s |
| UTVs              | 2º      | Carlo Collet/Eduardo Shiga                      | 52h14min32s |
| UTVs              | 3º      | Edgley Sobrinho/Rodolfo Brito                   | 87h02min06s |
|                   |         |                                                 |             |
| Carros            | 1º      | Stéphane Peterhansel/Jean-Paul Cottret          | 26h06min53s |
| Carros            | 2º      | Guilherme Spinelli/Youssef Haddad               | 26h30min26s |
| Carros            | 3º      | Riamburgo Ximenes/Flavio França                 | 27h09min40s |
|                   |         |                                                 |             |
| Caminhões         | 1º      | Carlos Policarpo/Romulo Seccomandi/Davi Fonseca | 37h44min00s |
| Caminhões         | 2º      | Amable Barrasa/Cesar Botas/Raphael Bettoni      | 46h22min56s |
| Caminhões         | 3º      | Fabio Freire/João Afro/João Victor Ribeiro      | 46h42min51s |
|                   |         |                                                 |             |
| Caminhões Pesados | 1º      | Guido Salvini/Flavio Bisi/Fernando Ventania     | 39h15min50s |
| Caminhões Pesados | 2º      | Edu Piano/Solon Mendes/Carlos Sales             | 41h55min18s |
| Caminhões Pesados | 3º      | André Azevedo/Maykel Justo/Ronaldo Pinto        | 62h25min13s |

## Rally dos Sertões 2013

### Vencedores
do Rally dos Sertões 2013 (Geral):
| Categoria    | Posição | Pilotos                                            | Tempo     |
| ------------ | ------- | -------------------------------------------------- | --------- |
| Motos        | 1º      | Paulo Gonçalves                                    | 30h27m38s |
| Motos        | 2º      | Cyril Despres                                      | 30h52m38s |
| Motos        | 3º      | Marc Coma                                          | 31h04m02s |
|              |         |                                                    |           |
| Quadriciclos | 1º      | Robert Nahas                                       | 35h17m07s |
| Quadriciclos | 2º      | Marcelo Medeiros                                   | 35h19m18s |
| Quadriciclos | 3º      | Mauro Almeida                                      | 39h00m42s |
|              |         |                                                    |           |
| UTVs         | 1 º     | Carlo Collet/Marcos Gouvea                         | 48h31m52s |
| UTVs         | 2º      | Rodrigo Varela/João Arena                          | 52h09m19s |
| UTVs         | 3º      | Bruno Sperancini/Lourival Roldan                   | 71h05m43s |
|              |         |                                                    |           |
| Carros       | 1º      | Stephane Peterhansel/Jean-Paul Cottret             | 28h27m12s |
| Carros       | 2º      | Guilherme Spinelli/Youssef Haddad                  | 30h16m13s |
| Carros       | 3º      | João Franciosi/Rafael Capoani                      | 30h59m31s |
|              |         |                                                    |           |
| Caminhões    | 1º      | Edu Piano/Solon Mendes/Antônio Sales               | 32h35m46s |
| Caminhões    | 2º      | Guido Salvini Netto/Flavio Bisi/Fernando Chwaigert | 47h13m56s |

## Rally dos Sertões 2014

### Vencedores
por categoria geral (acumulado das subcategorias).
| Categoria    | Posição | Pilotos                              | Tempo       |
| ------------ | ------- | ------------------------------------ | ----------- |
| Motos        | 1º      | Marc Coma                            | 18h21min51s |
| Motos        | 2º      | Paulo Gonçalves                      | 18h25min14s |
| Motos        | 3º      | Jean Azevedo                         | 18h35min56s |
|              |         |                                      |             |
| Quadriciclos | 1º      | Robert Nahas                         | 20h38min09s |
| Quadriciclos | 2º      | Rafal Sonik                          | 21h01min04s |
| Quadriciclos | 3º      | Gabriel Varela                       | 21h34min53s |
|              |         |                                      |             |
| UTVs         | 1 º     | Vinícius Mota/Rafael Shimuk          | 22h27min12s |
| UTVs         | 2º      | Henrique Gutierrez/Weidner Moreira   | 22h49min20s |
| UTVs         | 3º      | Elson Cascão II/Cláudia Grandi       | 23h06min24s |
|              |         |                                      |             |
| Carros       | 1º      | Guiga Spinelli/Youssef Haddad        |             |
| Carros       | 2º      | Reinaldo Varela/Gustavo Gugelmin     |             |
| Carros       | 3º      | Cristian Baumgart/Beco Andreotti     |             |
|              |         |                                      |             |
| Caminhões    | 1º      | Edu Piano/Solon Mendes/Antonio Sales |             |

## Rally dos Sertões 2015

### Vencedores
na geral por categoria.
| Categoria    | Posição | Pilotos                          | Tempo       |
| ------------ | ------- | -------------------------------- | ----------- |
| Motos        | 1º      | Jean Azevedo                     | 15h51min38s |
| Motos        | 2º      | Ramon Sacilotti                  | +12min31s   |
| Motos        | 3º      | Adrien Metge (FRA)               | +15min04s   |
|              |         |                                  |             |
| Carros       | 1º      | Reinaldo Varela/Gustavo Gugelmin | 14h53min25s |
| Carros       | 2º      | Marcos Baumgart/Kleber Cincea    | +14min22s   |
| Carros       | 3º      | Cristian Baumgart/Beco Andreotti | +1h00min33s |
|              |         |                                  |             |
| Quadriciclos | 1º      | Marcelo Medeiros                 | 18h37min12s |
| Quadriciclos | 2º      | Pedro Costa                      | +44min20s   |
| Quadriciclos | 3º      | Geison Belmont                   | +2h40min19s |
|              |         |                                  |             |
| UTVs         | 1º      | Bruno Sperancini/Lourival Roldan | 17h51min10s |
| UTVs         | 2º      | Gabriel Varela/Gabriel Morales   | +16min43s   |
| UTVs         | 3º      | Bruno Varela/Mayckon Padilha     | +24min17s   |

## Rally dos Sertões 2016

### Vencedores
na classificação geral por categoria.
| Categoria    | Posição | Pilotos                             | Tempo      |
| ------------ | ------- | ----------------------------------- | ---------- |
| Motos        | 1º      | Gregorio Caselani                   | 29h27min47 |
| Motos        | 2º      | Ramon Sacilotti                     | 29h58min34 |
| Motos        | 3º      | Eduardo Shiga                       | 31h44min25 |
|              |         |                                     |            |
| Quadriciclos | 1º      | Edgley Sobrinho                     | 40h30min05 |
| Quadriciclos | 2º      | André Suguita                       | 37h40min10 |
| Quadriciclos | 3º      | Helio Pessoa                        | 42h17min03 |
|              |         |                                     |            |
| UTVs         | 1º      | Bruno Sperancini / Breno Rezende    | 33h28min03 |
| UTVs         | 2º      | Gabriel Varela / Gabriel Morales    | 34h13min20 |
| UTVs         | 3º      | Carlos Ambrosio / Cadu Sachs        | 34h28min57 |
|              |         |                                     |            |
| Carros       | 1º      | Cristian Baumgart / Beco Andreotti  | 28h39min47 |
| Carros       | 2º      | Lance Woolridge / Marcelo Haseyama  | 29h19min12 |
| Carros       | 3º      | Guilherme Spinelli / Youssef Haddad | 29h20min19 |

## Rally dos Sertões 2017

### Roteiro 2017
Largada em Goiânia e chegada inédita em Bonito-MS. Em sua edição histórica de 25 anos, o rally adentrou pela primeira vez no estado do Mato Grosso do Sul.

### Vencedores
na classificação geral por categoria.
| Categoria    | Posição | Pilotos                           | Tempo      |
| ------------ | ------- | --------------------------------- | ---------- |
| Motos        | 1º      | Jean Azevedo                      | 24h49min12 |
| Motos        | 2º      | Gregorio Caselani                 | 26h29min11 |
| Motos        | 3º      | Bruno Airton Leles                | 27h21min18 |
|              |         |                                   |            |
| Quadriciclos | 1º      | Diogo Zonato                      | 27h38min44 |
| Quadriciclos | 2º      | George Ximenes                    | 27h40min31 |
| Quadriciclos | 3º      | Milton Martens                    | 30h33min46 |
|              |         |                                   |            |
| UTVs         | 1 º     | Bruno Varela/João Arena           | 25h38min22 |
| UTVs         | 2º      | Lucas Barroso/Breno Rezende       | 25h46min19 |
| UTVs         | 3º      | Ismar Júnior/André Sá             | 26h08min06 |
|              |         |                                   |            |
| Carros       | 1º      | Cristian Baumgart/Beco Andreotti  | 21h38min26 |
| Carros       | 2º      | Reinaldo Varela/Gustavo Gugelmin  | 21h45min23 |
| Carros       | 3º      | Alvarez Fernando/Juan Monasterolo | 23h38min14 |

## Rally dos Sertões 2018

### Roteiro 2018
Largada tradicional em Goiânia e chegada em Fortaleza. Em sua 26ª edição, o rally cruzou os estados de Goiás, Bahia, Piauí e Ceará. Embora anunciada, a volta ao Jalapão não ocorreu.
A cidade de Formosa (GO) recebeu a comitiva pela primeira vez. Em Barra (BA) ocorreu a etapa maratona, quando os competidores não podem receber auxílio dos mecânicos.

### Vencedores
na classificação geral por categoria.
| Categoria    | Posição | Pilotos                          | Máquina                | Equipe                          | Tempo       |
| ------------ | ------- | -------------------------------- | ---------------------- | ------------------------------- | ----------- |
| Motos        | 1º      | Tunico Maciel                    | Honda CRF 450RX        | Honda Racing Rally Team         | 27h24min20s |
| Motos        | 2º      | Ricardo Martins                  | Yamaha WR 450          | Yamaha Rinaldi Rally Team       | 27h56min17s |
| Motos        | 3º      | Gregório Caselani                | Honda CRF 450RX        | Honda Racing Rally Team         | 28h28min01s |
|              |         |                                  |                        |                                 |             |
| Quadriciclos | 1º      | Wescley Dutra                    |                        | Girão Racing                    | 35h12min34s |
| Quadriciclos | 2º      | Giovanni Filho                   | Yamaha Raptor 700R     | BPM Race Team                   | 35h30min48s |
| Quadriciclos | 3º      | George Ximenes                   | Yamaha Raptor 700R     | Girão Racing                    | 36h13min49s |
|              |         |                                  |                        |                                 |             |
| UTVs         | 1 º     | Enrico Amarante/Breno Rezende    | Can-Am Maverick X3     | Gramacho Racing                 | 28h03min21s |
| UTVs         | 2º      | Denísio Nascimento/Idali Bosse   | Can-Am Maverick X3     | Bompack Racing                  | 28h07min31s |
| UTVs         | 3º      | Gabriel Cestari/Jhonatan Ardigo  | Can-Am Maverick X3 XRS | Ghia Motorsport / Cotton Racing | 28h26min17s |
|              |         |                                  |                        |                                 |             |
| Carros       | 1º      | Cristian Baumgart/Beco Andreotti | Ford Ranger            | X Rally Team                    | 21h51min31s |
| Carros       | 2º      | Sylvio Barros/Rafael Capoani     | Ford Ranger NWM        | X Rally Team                    | 21h59min29s |
| Carros       | 3º      | Gustavo Moraes/Lelio Junior      | Giaffone Buggy V8      | Giaffone Racing                 | 22h57min40s |

## Rally dos Sertões 2019
Largada inédita na cidade de Campo Grande (MS).
O rali teve como convidados especiais Luciano Huck e Whindersson Nunes. Eles percorreram uma parte do trajeto e gravaram imagens para o programa Caldeirão do Huck.

### Roteiro 2019
Largada de Campo Grande (MS). Cidades dormitório: Costa Rica (MS), Barra do Graças (MT), São Miguel do Araguaia (GO), Porto Nacional (TO), São Félix do Tocantins (TO), Bom Jesus (PI) e Crateús (CE). Chegada em Aquiraz (CE).

### Vencedores
na classificação geral por categoria.
| Categoria | Posição | Pilotos                           | Máquina                             | Equipe                     | Tempo      |
| --------- | ------- | --------------------------------- | ----------------------------------- | -------------------------- | ---------- |
| Motos     | 1º      | Tunico Maciel                     | Honda CRF 450RX                     | Honda Racing Rally Team    | 34:03:18.9 |
| Motos     | 2º      | Jean Azevedo                      | Honda CRF 450RX                     | Honda Racing Rally Team    | 34:27:35.5 |
| Motos     | 3º      | Ricardo Martins                   | Yamaha WR 450 F                     | Yamaha Rally Team          | 36:11:09.7 |
|           |         |                                   |                                     |                            |            |
| UTVs      | 1 º     | Denísio Nascimento/Idali Bosse    | Can-Am Maverick X3                  | Bompack Racing             | 33:32:38.3 |
| UTVs      | 2º      | Reinaldo Varela/Gustavo Gugelmin  | Can-Am Maverick X3                  | Varela Rally Team          | 33:52:12.4 |
| UTVs      | 3º      | Rodrigo Varela/Fábio Pedroso      | Can-Am Maverick X3 XRS              | Varela Rally Team          | 34:03:39.7 |
|           |         |                                   |                                     |                            |            |
| Carros    | 1º      | Lucas Moraes/Kaique Bentivoglio   | Ford Ranger X-Rally                 | MEM Motorsport             | 30:33:04   |
| Carros    | 2º      | Cristian Baumgart/Beco Andreotti  | Ford Ranger X-Rally                 | X Rally Team               | 30:41:49   |
| Carros    | 3º      | Guilherme Spinelli/Youseff Haddad | Mitsubishi L200 Triton Sport Racing | Mitsubishi Spinelli Racing | 33:31:56   |

## Rally dos Sertões 2020
Por conta da pandemia de Coronavírus, o rali não divulgou o nome das cidades dormitório. Apenas os pontos iniciais e finais eram conhecidos.
O prólogo ocorreu no autódromo Velocittá em Mogi Guaçu (SP) e a chegada foi em Barreirinhas (MA) conforme anunciado.
Com o decorrer do evento, o nome das cidades dormitório foram revelados: Brasília (DF), Minaçu (GO), Campos Belos (GO), Palmas (TO), Carolina (MA) e Bacabal (MA). A estrutura do rali foi montada num sistema de "bolha" de modo a isolar a caravana da população local. Todos que entravam na área restrita precisaram passar por teste de Covid.

### Roteiro 2020
Mogi Guaçu (SP), Brasília (DF), Minaçu (GO), Campos Belos (GO), Palmas (TO), Carolina (MA), Bacabal (MA) e Barreirinhas (MA).
A segunda etapa foi cancelada devido mau tempo.
As condições climáticas adversas impossibilitam o voo das aeronaves de monitoramento e resgate. 
Pelo mesmo motivo, a penúltima etapa foi cancelada após chuvas torrenciais na região.

### Fatalidade
O piloto Tunico Maciel sofreu acidente na última etapa da competição, dia 7 de novembro. Ele não resistiu aos ferimentos e faleceu no dia 9 de novembro de 2020.

### Vencedores
Classificação geral acumulada:
| Categoria | Posição | Pilotos                                  | Máquina                  | Tempo        |
| --------- | ------- | ---------------------------------------- | ------------------------ | ------------ |
| Motos     | 1º      | #03 Ricardo Martins                      | Yamaha WR 450 F          | 17h52min25   |
| Motos     | 2º      | #11 Júlio Cesar Zavatti                  | Honda CRF 450 RX         | 18min04min08 |
| Motos     | 3º      | #72 Vitor Pinheiro Siqueira              | KTM 450 EXC              | 18h13min53   |
| Motos     | 4º      | #05 Tulio Malta                          | Yamaha WR 450F           | 18h14min58   |
| Motos     | 5º      | #08 Bruno Leles                          | Yamaha WR 450F           | 18h30min58   |
|           |         |                                          |                          |              |
| UTVs      | 1 º     | #212 Denisio Casarini/Ivo Renato Mayer   | Can-Am X3                | 20h40min46   |
| UTVs      | 2º      | #206 Rodrigo Luppi/Maykel Justo          | Can-Am X3 XRC            | 20h42min24   |
| UTVs      | 3º      | #252 Marcelo Tomasoni/Breno Resende      | Can-Am X3                | 20h50min07   |
| UTVs      | 4°      | #214 Reinado Varela/Gustavi Gulgemin     | Can-Am X3 XRS            | 20h51min01   |
| UTVs      | 5º      | #214 Rodrigo Varela/Gunnar Dums          | Can-Am X3 XRS            | 20h51min14   |
|           |         |                                          |                          |              |
| Carros    | 1º      | #303 Marcos Baumgart/Kleber Cincea       | Toyota Hilux Ima         | 20h08min08   |
| Carros    | 2       | #304 Cristian Baumgart/Beco Andreotti    | Toyota Hilux Ima         | 20h12min32   |
| Carros    | 3º      | #315 Sylvio De Barros/Rafael Capoani     | Ford X Rally Ranger      | 20h36min12   |
| Carros    | 4º      | #301 Lucas Moraes/Kaique Bentivoglio     | Ford X Rally Ranger      | 20h37min16   |
| Carros    | 5º      | #312 José Hélio Rodrigues/Lauro Sobreira | Giaffone Racing Buggy V8 | 21h02min12   |

### Convidados
O piloto Rubens Barrichello participou de duas etapas pilotando um buggy V8, tração 4x2, da equipe Giaffone Racing.
Outros famosos que integraram a comitiva foram o DJ Alok, o empresário Álvaro Garnero e o chef Olivier Anquier.

## Rally dos Sertões 2021
No segundo ano da pandemia de Coronavírus, o rally vai permitir que competidores e equipes utilizem a rede hoteleira local. No entanto, a área dos boxes continuará com acesso restrito.

### Roteiro 2021
Prólogo e largada na praia de Pipa, município de Tibau do Sul, Rio Grande do Norte. Chegada na praia de Carneiros, município de Tamandaré, estado de Pernambuco. Primeira vez que o evento ocorre integralmente na região nordeste. Alagoas é novidade. Os locais de largada e chegada também são inéditos.
Etapa maratona começa em São Raimundo Nonato, Piauí, e termina em Petrolina, Pernambuco. Por isso, na cidade de Xique Xique, Bahia, os competidores não podem utilizar apoio mecânico e precisam fazer os reparos em seus próprios veículos.
| Etapa    | Data            | Largada                  | Chegada                  | Total / Cronometrado |
| -------- | --------------- | ------------------------ | ------------------------ | -------------------- |
| Prólogo  | 13/08 - sexta   | Tibau do Sul (RN)        | Tibau do Sul (RN)        | 11 km                |
| 1ª etapa | 14/08 - sábado  | Tibau do Sul (RN)        | Patos (PB)               | 415 km / 235 km      |
| 2ª etapa | 15/08 - domingo | Patos (PB)               | Araripina (PE)           | 511 km / 249 km      |
| 3ª etapa | 16/08 - segunda | Araripina (PE)           | São Raimundo Nonato (PI) | 415 km / 220 km      |
| 4ª etapa | 17/08 - terça   | São Raimundo Nonato (PI) | São Raimundo Nonato (PI) | 316 km / 311 km      |
| 5ª etapa | 18/08 - quarta  | São Raimundo Nonato (PI) | Xique Xique (BA)         | 443 km / 329 km      |
| 6ª etapa | 19/08 - quinta  | Xique Xique (BA)         | Petrolina (PE)           | 476 km / 328 km      |
| 7ª etapa | 20/08 - sexta   | Petrolina (PE)           | Delmiro Gouveia (AL)     | 441 km / 240 km      |
| 8ª etapa | 21/08 - sábado  | Delmiro Gouveia (AL)     | Arapiraca (AL)           | 241 km / 152 km      |
| 9ª etapa | 22/08 - domingo | Arapiraca (AL)           | Tamandaré (PE)           | 345 km / 133 km      |

A última etapa foi cancelada por conta de fortes chuvas na região. Os competidores precisaram apenas se deslocar até o ponto de chegada.
Ao final, o rali percorreu 3.615 km em dez dias.

### Vencedores
Classificação geral acumulada após nove etapas:
| Categoria | Posição | Pilotos                                | Máquina               | Tempo      |
| --------- | ------- | -------------------------------------- | --------------------- | ---------- |
| Motos     | 1º      | #4 Adrien Metge                        | Yamaha WR 450 F       | 30h06min12 |
| Motos     | 2º      | #3 Jean Azevedo                        | Honda CRF 450 RX      | 30h22min40 |
| Motos     | 3º      | #6 Bissinho Zavatti                    | Honda CRF 450 RX      | 30h40min06 |
| Motos     | 4º      | #5 Tulio Malta                         | Yamaha WR 450F        | 30h55min55 |
| Motos     | 5º      | #7 Gregório Caselani                   | Honda CRF 450 RX      | 31h02min27 |
|           |         |                                        |                       |            |
| Quads     | 1º      | #107 Manuel Andujar                    | Yamaha Raptor 700     | 29h46min16 |
| Quads     | 2º      | #101 Rafal Sonik                       | Yamaha Raptor         | 31h54min42 |
| Quads     | 3º      | #100 Marcelo Medeiros                  | Yamaha YFM700R        | 37h03min53 |
|           |         |                                        |                       |            |
| UTVs      | 1º      | #201 Denisio Casarini/Ivo Renato Mayer | Can-Am Maverick X3    | 30h36min29 |
| UTVs      | 2º      | #250 André Hort/Matheus Mazzei         | Can-Am Maverick X3    | 30h52min40 |
| UTVs      | 3º      | #202 Rodrigo Luppi/Maykel Justo        | Can-Am Maverick X3    | 30h55min15 |
| UTVs      | 4°      | #267 João Monteiro/Victor Melo         | Can-Am Maverick X3    | 30h58min51 |
| UTVs      | 5º      | #211 Gabriel Cestari/Jhonatan Ardigo   | Can-Am Maverick X3    | 31h11min13 |
|           |         |                                        |                       |            |
| Carros    | 1º      | #302 Cristian Baumgart/Beco Andreotti  | Toyota Hilux Ima 2021 | 28h55min21 |
| Carros    | 2º      | #301 Marcos Baumgart/Kleber Cincea     | Toyota Hilux Ima 2021 | 29h03min39 |
| Carros    | 3º      | #315 Sylvio De Barros/Rafael Capoani   | Toyota Hilux Ima 2021 | 29h42min46 |
| Carros    | 4º      | #368 Julio Capua/Emerson Cavassin      | Toyota Hilux V8       | 30h25min15 |
| Carros    | 5º      | #373 Marcelo Gastaldi/Cadu Sachs       | Buggy Century CR-6    | 30h29min57 |

### Convidados
O chef Edu Guedes e os cantores Rodolffo e Xand Avião pilotaram a camionete Mitsubishi L200 Triton Sport R em dias alterandos sempre ao lado do navegador Marcos Painsten.

## Rally dos Sertões 2022
No ano do bicentenário da independência, o Sertões atravessou as cinco regiões do país.

### Roteiro 2022
Roteiro inédito, maior da história, cortou o Brasil de Sul a Norte. Largada e chegada inéditas: Das Cataratas do Iguaçu (PR) ao mar de Salinópolis (PA).
| Etapa                            | Data            | Largada                    | Chegada                    | Cronometrado | Total  |
| -------------------------------- | --------------- | -------------------------- | -------------------------- | ------------ | ------ |
| 1ª etapa                         | 27/08 - sábado  | Foz do Iguaçu (PR)         | Umuarama (PR)              | 172 km       | 370 km |
| 2ª etapa                         | 28/08 - domingo | Umuarama (PR)              | Presidente Prudente (SP)   | 305 km       | 535 km |
| 3ª etapa                         | 29/08 - segunda | Presidente Prudente (SP)   | Campo Grande (MS)          | 306 km       | 800 km |
| 4ª etapa                         | 30/08 - terça   | Campo Grande (MS)          | Costa Rica (MS)            | 382 km       | 443 km |
| 5ª etapa                         | 31/08 - quarta  | Costa Rica (MS)            | Barra do Garças (MT)       | 526 km       | 636 km |
| 6ª etapa                         | 01/09 - quinta  | Barra do Garças (MT)       | São Félix do Araguaia (MT) | 601 km       | 667 km |
| 7ª etapa                         | 02/09 - sexta   | São Félix do Araguaia (MT) | Palmas (TO)                | 165 km       | 575 km |
| Dia de descanso - 03/09 - sábado |                 |                            |                            |              |        |
| 8ª etapa                         | 04/09 - domingo | Palmas (TO)                | Mateiros (TO)              | 462 km       | 559 km |
| 9ª etapa                         | 05/09 - segunda | Mateiros (TO)              | Bom Jesus (PI)             | 452 km       | 513 km |
| 10ª etapa                        | 06/09 - terça   | Bom Jesus (PI)             | Bom Jesus (PI)             | 325 km       | 327 km |
| 11ª etapa                        | 07/09 - quarta  | Bom Jesus (PI)             | Balsas (MA)                | 260 km       | 501 km |
| 12ª etapa                        | 08/09 - quinta  | Balsas (MA)                | Imperatriz (MA)            | 265 km       | 401 km |
| 13ª etapa                        | 09/09 - sexta   | Imperatriz (MA)            | Paragominas (PA)           | 377 km       | 473 km |
| 14ª etapa                        | 10/09 - sábado  | Paragominas (PA)           | Salinópolis (PA)           | 213 km       | 416 km |

### Vencedores
A piloto Moara Sacilotti venceu a categoria Over 45 nas motos, se tornando a primeira mulher campeã do Sertões.
Classificação geral acumulada após quatorze etapas:
| Categoria | Posição | Pilotos                               | Máquina                    | Tempo      |
| --------- | ------- | ------------------------------------- | -------------------------- | ---------- |
| Motos     | 1º      | #6 Bissinho Zavatti                   | Honda CRF 450 RX           | 52h07min22 |
| Motos     | 2º      | #21 Martin Duplessis                  | Honda CRF 450 RX           | +20min17   |
| Motos     | 3º      | #4 Ricardo Martins                    | Yamaha WR 450F             | +23min34   |
| Motos     | 4º      | #19 Gabriel Soares                    | Honda CRF 450 RX           | +1h32min58 |
| Motos     | 5º      | #57 Tiago Fantozzi                    | KTM 450EXC                 | +1h37min49 |
|           |         |                                       |                            |            |
| UTVs      | 1 º     | #216 Rodrigo Varela/Matheus Mazzei    | Can-Am Maverick            | 52h37min13 |
| UTVs      | 2º      | #227 Rodrigo Luppi/Maykel Justo       | Can-Am Maverick            | +5min46    |
| UTVs      | 3º      | #215 Bruno Varela/Gustavo Bortolanza  | Can-Am Maverick X3         | +39min46   |
| UTVs      | 4°      | #206 Gabriel Cestari/Jhonatan Ardigo  | Polaris RZR Pro R          | +49min49   |
| UTVs      | 5º      | #207 Gabriel Varela/Daniel Spolidorio | Can-Am Maverick            | +52min42   |
|           |         |                                       |                            |            |
| Carros    | 1º      | #323 Lucas Moraes/Kaíque Bentivoglio  | Toyota Hilux Overdrive T1+ | 47h45min46 |
| Carros    | 2       | #304 Marcos Baumgart/Kleber Cincea    | Toyota Hilux IMA V8        | +8min14    |
| Carros    | 3º      | #350 Julio Capua/Bina Cavassin        | Toyota Hilux Overdrive T1+ | +2h20min47 |
| Carros    | 4º      | #305 Marcelo Gastaldi/Cadu Sachs      | Buggy Century CR6          | +2h53min39 |
| Carros    | 5º      | #303 Sylvio de Barros/Rafael Capoani  | Toyota Hilux IMA V8        | +4h00min43 |

## Rally dos Sertões 2023
Neste ano o rali percorreu 3.700 km através de três unidades da federação: Bahia, Pernambuco e Ceará. Foram 2.080 km de trechos cronometrados.

### Roteiro 2023
Mais compacto, a prova contou com etapas em laços - quando pilotos largam e chegam no mesmo município, minimizando a necessidade de deslocamento para competidores e equipes.
| Etapa    | Data  | Largada     | Chegada                      | Cronometrado | Total  |
| -------- | ----- | ----------- | ---------------------------- | ------------ | ------ |
| 1ª etapa | 12/08 | Petrolina   | Petrolina (PE)               | 174 km       | 246 km |
| 2ª etapa | 13/08 | Petrolina   | Petrolina (Raso da Catarina) | 372 km       | 671 km |
| 3ª etapa | 14/08 | Petrolina   | Xique-Xique (BA) - Maratona  | 404 km       | 509 km |
| 4ª etapa | 15/08 | Xique-Xique | Petrolina - Maratona         | 324 km       | 614 km |
| 5ª etapa | 16/08 | Petrolina   | Crato (CE)                   | 213 km       | 494 km |
| 6ª etapa | 17/08 | Crato       | Sobral                       | 207 km       | 673 km |
| 7ª etapa | 18/08 | Sobral      | Cruz                         | 226 km       | 357 km |
| 8ª etapa | 19/08 | Cruz        | Cruz (Praia do Preá)         | 160 km       | 237 km |

### Vencedores
Classificação geral acumulada após nove dias de prova:
| Categoria   | Posição | Pilotos                            | Máquina               | Tempo      |
| ----------- | ------- | ---------------------------------- | --------------------- | ---------- |
| Motos       | 1º      | Mason Klein                        | KTM 450 Rally Replica | 28h14min19 |
| Motos       | 2º      | Gabriel Bruning                    | Yamaha WR 450F        | +14min21   |
| Motos       | 3º      | Martin Duplessis                   | Honda CRF 450 RX      | +15min15   |
| Motos       | 4º      | Gabriel Soares                     | Honda CRF 450 RX      | +45min25   |
| Motos       | 5º      | Bissinho Zavatti                   | Honda CRF 450 RX      | +1h10min18 |
|             |         |                                    |                       |            |
| UTVs        | 1 º     | Deni do Nascimento / Gunnar Dums   | Can-Am Maverick X3    | 28h30min17 |
| UTVs        | 2º      | Rodrigo Varela/Matheus Mazzei      | Can-Am Maverick X3    | +1min39    |
| UTVs        | 3º      | Thiago Fraga / Álvaro Amarante     | Can-Am Maverick X3    | +33min00   |
| UTVs        | 4°      | Bruno Varela/Gustavo Bortolanza    | Can-Am Maverick X3    | +35min06   |
| UTVs        | 5º      | Gabriel Cestari / Jhonatan Ardigo  | Polaris RZR Pro R     | +35min50   |
|             |         |                                    |                       |            |
| Carros      | 1º      | Marcelo Gastaldi/Cadu Sachs        | Century CR6-T         | 26h20min13 |
| Carros      | 2       | Marcos Baumgart/Kleber Cincea      | Prodrive Hunter       | +13min52   |
| Carros      | 3º      | Mauro Guedes / Edu Bampi           | Toyota GR Hilux DKR   | +1h14min15 |
| Carros      | 4º      | Carlos Ambrosio / Luiz Afonso Poli | Century CR6           | +1h43min08 |
| Carros      | 5º      | Marcos Moraes / Fábio Pedroso      | T-Rex                 | +2h13min08 |
|             |         |                                    |                       |            |
| Quadriciclo | 1º      | Wescley Dutra                      | Yamaha Raptor 700     | 36h10min48 |

## Rally dos Sertões 2024
Largada inédita em Brasília. Sob o lema “Caminho que Inspira”, a 32ª edição do rali reuniu 181 veículos, entre motos, carros, quadriciclos e UTVs para uma disputa de 3.704 km atravessando o Distrito Federal, Goiás, Minas Gerais e Bahia.

### Roteiro 2024
Semelhante ao ano anterior, a prova contou com etapas em laços - quando pilotos largam e chegam no mesmo município, minimizando a necessidade de deslocamento para competidores e equipes.
Todos os competidores disputaram um Prólogo de 11 km de extensão na área do 1° Regimento de Cavalaria de Guardas. Os oito mais rápidos de cada modalidade se classificaram para o Super Prime, uma disputa eliminatória dois a dois em um circuito fechado. Os vencedores do Super Prime receberam o troféu Sylvio de Barros, uma homenagem ao piloto e empresário falecido naquele ano.
A primeira etapa foi cancelada devido à queda de uma ponte no meio do trecho cronometrado. Os competidores seguiram em deslocamento para a cidade de Formosa, em Goiás.
| Etapa                | Data  | Largada                     | Chegada                     | Cronometrado | Total  |
| -------------------- | ----- | --------------------------- | --------------------------- | ------------ | ------ |
| Prólogo/Super Prime  | 23/08 | Brasília                    | Brasília                    | 11 km        |        |
| 1ª etapa - cancelada | 24/08 | Brasília                    | Formosa (GO)                | 236 km       | 535 km |
| 2ª etapa             | 25/08 | Formosa (GO)                | Santa Maria da Vitória (BA) | 433 km       | 670 km |
| 3ª etapa             | 26/08 | Santa Maria da Vitória (BA) | Luís Eduardo Magalhães (BA) | 336 km       | 386 km |
| 4ª etapa (maratona)  | 27/08 | Luís Eduardo Magalhães (BA) | Luís Eduardo Magalhães (BA) | 418 km       | 434 km |
| 5ª etapa             | 28/08 | Luís Eduardo Magalhães (BA) | Luís Eduardo Magalhães (BA) | 236 km       | 293 km |
| 6ª etapa             | 29/08 | Luís Eduardo Magalhães (BA) | Formosa (GO)                | 218 km       | 634 km |
| 7ª etapa             | 30/08 | Formosa                     | Formosa                     | 349 km       | 497 km |
| 8ª etapa             | 31/08 | Formosa                     | Brasília                    | 133 km       | 263 km |

### Vencedores
Classificação geral acumulada após oito dias de prova:
| Categoria   | Posição | Pilotos                                | Máquina               | Tempo       |
| ----------- | ------- | -------------------------------------- | --------------------- | ----------- |
| Motos       | 1º      | Adrien Metge #2                        | Yamaha WR 450F        | 28h06min23  |
| Motos       | 2º      | Mason Klein #1                         | Honda CRF 450 RX      | +10min40    |
| Motos       | 3º      | Gabriel Soares #4                      | Honda CRF 450 RX      | +52min51    |
| Motos       | 4º      | Gabriel Bruning #19                    | Yamaha WR 450F        | +59min58    |
| Motos       | 5º      | Martin Duplessis #3                    | Honda CRF 450 RX      | +1h30min51  |
|             |         |                                        |                       |             |
| UTVs        | 1º      | Deni do Nascimento / Gunnar Dums #101  | Can-Am Maverick R     | 28h50min06  |
| UTVs        | 2º      | Zé Hélio / Bissinho Zavatti #108       | Can-Am Maverick R     | +17min36    |
| UTVs        | 3º      | Bruno Varela/Ari Fiúza #110            | Can-Am Maverick R     | +23min31    |
| UTVs        | 4°      | Tomas Luza / Flávio França #109        | Polaris RZR Pro R     | +26min58    |
| UTVs        | 5º      | Felipe Fraga / Eduardo Bampi #188      | Cam-Am Maverick X3    | +29min32    |
|             |         |                                        |                       |             |
| Carros      | 1º      | Lucas Moraes / Kaíque Bentivoglio #323 | Toyota GR Hilux DKR   | 24h21min50  |
| Carros      | 2º      | Marcelo Gastaldi/Cadu Sachs #301       | Century CR7           | +16min06    |
| Carros      | 3º      | Marcos Moraes / Fábio Pedroso #308     | Toyota GR Hilux DKR   | +29min54    |
| Carros      | 4º      | Carlos Ambrosio / Luiz Poli #348       | Century CR6           | +56min39    |
| Carros      | 5º      | Luiz Nacif / Erick Rocha #318          | Ford Ranger V8        | +1h31min08  |
|             |         |                                        |                       |             |
| Quadriciclo | 1º      | Marcelo Medeiros #100                  | Yamaha YFM 700 Raptor | 32h55min44  |
| Quadriciclo | 2º      | Felipe Viana #53                       | Yamaha YFM 700 Raptor | +2h32min36  |
| Quadriciclo | 3º      | Giovanni de Castro #49                 | Yamaha YFM 700 Raptor | +2h52min57  |
| Quadriciclo | 4º      | Hélio Pessoa #40                       | Yamaha YFM 700 Raptor | +9h11min58  |
| Quadriciclo | 5º      | Wescley Dutra #45                      | Yamaha YFM 700 Raptor | +12h53min28 |

### Convidados
A pilota da Copa Truck, Bia Figueiredo, participou de um trecho da quarta etapa.